# 日本擬鰨
日本擬鳎（学名：Pseudaesopia japonicus）为輻鰭魚綱鰈形目鰨亞目鳎科擬鳎属的鱼类，俗名日本斑鳎沙，為亞熱帶海水魚，分布于北达朝鲜及日本函馆以南以及浙江舟山及台湾东港等海区等，属于暖温性底层海鱼，體長可達15公分，生活習性不明，可作為食用魚。该物种的模式产地在长崎。